# 马尔索纳
马尔索纳（法語：Marsonnas，法語發音：[maʁsɔna]）是法国东部安省的一个市镇，属于布雷斯地区布尔格区。

## 地理
马尔索纳（46°20'27"N, 5°4'16"E）面积18.38 平方千米，位于法国奥弗涅-罗讷-阿尔卑斯大区安省，该省份为法国东部省份，北起汝拉省，西北接索恩-卢瓦尔省，西接罗讷省和里昂大都会，南至伊泽尔省，东与萨瓦省、上萨瓦省和瑞士接壤。
与马尔索纳接壤的市镇（或旧市镇、城区）包括：贝雷济亚、布瓦塞、雅亚、布雷斯地区蒙勒韦勒、圣迪迪耶多西亚、雷苏兹河畔圣让、圣叙尔皮斯、巴热-多马坦。

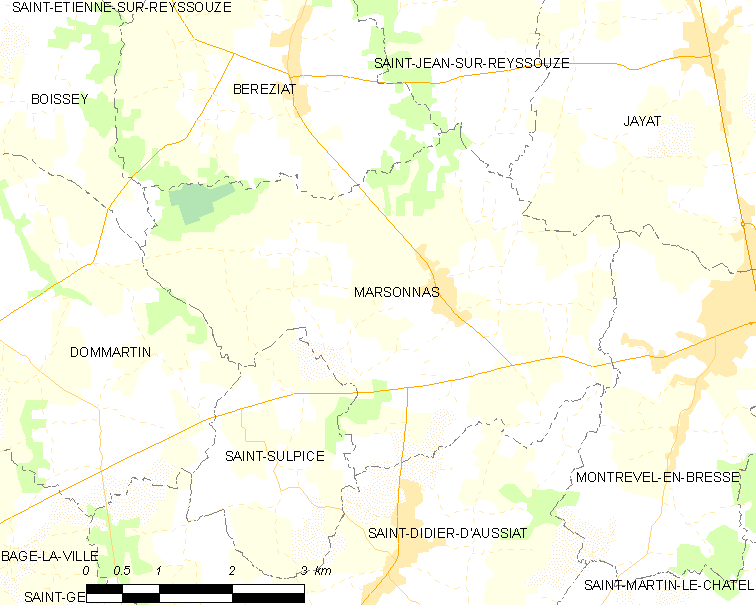
马尔索纳的OSM定位图

马尔索纳的时区为UTC+01:00、UTC+02:00（夏令时）。

## 行政
马尔索纳的邮政编码为01340，INSEE市镇编码为01236。

## 政治
马尔索纳所属的省级选区为阿蒂尼亚县。

## 人口

1962-2008年间马尔索纳人口变化图示

马尔索纳于2022年1月1日时的人口数量为1034人。